# الصهيونية الخضراء
الصهيونيّة الخضراء هي فرع من الصهيونية يُعنى ببيئة إسرائيل، يدمج بين المخاوف البيئيّة، حماية الطبيعة والحفاظ عليها في أرض إسرائيل، مع دعم بقائها كدولة يهوديّة. تسعى الصهيونيّة الخضراء إلى خلق رابط قويّ بين المشاهد الطبيعيّة، الأرض، الحياة بتناغم معها والنهضة القوميّة اليهوديّة التي تُمَكِّن من بناء الأُمّة. يرى هذا التيار أنَّ معرفة الأرض هي ضرورة أساسيّة لامتلاكها، وبالتالي الدفاع عنها. بلغ الأمرُ ذروتَه، حدَّ موضعة الصهيونيّةُ الخضراء الصلةَ الروحانيّة بالأرض كأولويّة تَفوق حتّى إنشاء سلطة سياسيّة يهوديّة، لتتحوّل الصهيونيّة بذلك إلى تجسيد للعلاقة بين البشر والطبيعة. وفي تقرير من عام 2008 يصف معهد "ديشِي" - وحدة استطلاعات الطبيعة والمناظر الطبيعيّة، الصراع من أجل الحفاظ على هويّة إسرائيل المُتمثِّل بالصراع على الأرض، على المساحات المفتوحة، المشاهد الطبيعيّة والقيم البيئيّة للمُجتمع الإسرائيليّ على أنّه فعل صهيونيّ من الدرجة الأولى.

## الصهيونيّة الخضراء في الفكر الجورديانيّ- النشأة
حظيت الطبيعة باهتمام كبير في الفلسفة الجورديانيّة، أي تلك التي صاغها أهارون دافيد جوردون أحد مُؤسسي أيديولوجيّة الصهيونيّة الخضراء، مع التركيز على البيئة العضويّة، على عكس تلك التي صنعها الإنسان، فهي الطبيعة الحقيقيّة والملموسة بنظره، وهي "خلقًا"، "وجودًا"، وَ"عقلًا خفيًّا". ارتكزت الصهيونيّة الخضراء على الفكر الجوردياني بشكل مُكثّف، وفيما يلي استعراض لأهمّ نقاشاته بهذا الشأن:

### النظريّة القوميّة-البيئيّة: الأُمّة ككائن طبيعيّ
يرى جوردون أنّ الأُمم هي كيانات مُستمدّة من الطبيعة، وما هي سوى حلقة تربط بين الإنسان والطبيعة. يتكوّن الفرد، مثل أي كائن حي، من خلايا وأعضاء، وهو نفسه ليس سوى خلية في جسد الأمة، مثلما أن الأمة ليست سوى عضو في جسد الإنسانيّة. عن ذلك، يقول جوردون: "لا توجد قفزات في الطبيعة [...] النظام الكوني لانتشار الحياة هو: من الفرد إلى الأسرة ثمّ إلى الأُمّة، ومن الأُمّة إلى العرق والإنسانيّة". إذن، في نظر جوردون، الأمّة هي كائن هجين: تتجذّر إحدى قدميها في الطبيعة الحيّة، فيما تتجذّر الأُخرى في العالم البشريّ. من ناحية، تُشكِّل الأُمّة موطنًا طبيعيًّا للإنسان، ومن ناحية أخرى، هي شكل من أشكال التنظيم التي صنعها الإنسان وتُحَدِّدها أنماط الحياة والأعراف الاجتماعيّة. بالتالي، وضع جوردون نظريّة وطنيّة-بيئيّة، تَحوّل التركيز الوجوديّ والقيميّ من الأمّة بحدّ ذاتها إلى نظام العلاقات الذي تقيمه مع الفضاء الفيزيائيّ الحيويّ، بحيث تُشكِّل الطبيعة المحلّيّة مصدر وجود للأُمّة. إذن، وفقًا لجوردون، فإنَّ العلاقات المُستدامة التي تُنشؤها الأُمم مع الطبيعة، هي التي تضمن بقاؤها، حُرّيّتها وأخلاقها. تحظى الطبيعة، بناءً على هذه الرؤية، بمكانة حيويّة عندما يتعلّق الأمر بتشكيل هويّات وطنيّة فريدة، يخلق فيها الأفراد علاقةً عضويّة وحيويّة مع الطبيعة، ليس ككيانات فرديّة، بل كأفراد في الأُمم.
بهذا المفهوم، يُعتبر الفكر الجوردياني فكرًا صهيونيًّا أخضر يسعى إلى انتزاع اليهوديّة من الشكل الذي عُرفت فيه تاريخيًّا، وإعادة تأسيسها بواسطة شبكة العلاقات التي تربطها مع فضاءات الطبيعة في أرض إسرائيل. لذلك، اعتبر جوردون أنَّ الانتقال من حالة المنفى إلى الحالة الصهيونيّة بمثابة تغيير بيئيّ عميق، تتبنّى الأُمّة اليهوديّة خلاله، أساليب حياة صحية ومستقلة وأخلاقية تستند إلى إقامة علاقات مستدامة مع عالم الحيوان والنبات في إسرائيل. في هذا السياق كتبَ أنَّ على حركة الاستيطان الصهوينيّة أن تسعى إلى ""ثورة أساسية في الروح، في عادات الحياة، في العلاقة مع الحياة وفي طعم الحياة". هذا وكتب أيضًا أنَّ "هناك حاجة لتغيير كل العلاقات المتبادلة بين البشر، وحياة الفرد نفسه، لتغيير كل الذوق وكل الاهتمام في الحياة، كل علاقة الإنسان بالإنسان، بنفسه، وخاصةً — بالطبيعة وبالحياة".
بخلاف النهج الصهيونيّ السائد إذن، فإنَّ قيمة صهيون برأي جوردون، لا تنبع من كونها الأرض المقدسة أو الأرض الوطنية أو المركز الروحي لليهوديّة، بل يُحدّد بأنَّ مصدر القيمة اللاهوتيّة والسياسيّة والرمزيّة لصهيون تكمن في الفضاء البيوفيزيائي الإسرائيلي. من هذا المنظور، أعاد جوردون صياغة ملامح المشروع الصهيوني كمشروع وطني-بيئي، ينقل الأُمّة اليهوديّة من حالة تُجسِّد انفصال الإنسان الحديث عن الطبيعة، إلى الطليعة التي تعمل على العودة إليها، وتُجدّد علاقات التفاعل مع طبيعة أرض إسرائيل. بهذا المفهوم، سعى جوردون إلى تبنّي تفسير بيئي للصهيونية كحركة عودة إلى الأرض، ترتبط فيها النهضة الوطنيّة بإعادة بناء وإصلاح العلاقات مع الطبيعة الإسرائيليّة، الأمر الذي يفتح المجال لإنشاء حياة وطنيّة صحّيّة.
أضف إلى ذلك، أن جوردون يرى بالأُمّة اليهوديّة "جزءً من الطبيعة"، أحد عناصرها وموردًا طبيعيًّا، الذي يستوجب الأمر إعادته إلى بيئته الأصليّة- أرض إسرائيل، بالضبط بالشكل الذي تُعاد فيه أنواع حيوانات مُعيّنة إلى موطنها الأصليّ أو إزالة السدود التي تفصل مصادر المياه عن بعضها البعض. بالتالي، يعتقد جودرون أن إعادة ربط الأُمّة اليهوديّة إلى الطبيعة في أرض إسرائيل، جزء ضروري لإعادة تأهيل النظام البيئي فيها، ولتعافي التنوّع البيولوجيّ في البلاد، ولتعافي الأُمّة اليهوديّة نفسها كذلك.

### نقد الصهيونيّة: الحداثة، الصناعة والعسكرة
الانقطاع عن الطبيعة الإسرائيليّة والمنفى: شكّك جوردون في وجهة النظر الصهيونيّة السائدة، التي تعتقد بأنّ اليهود قبعوا في المنفى لسنوات طويلة نتيجةً لسيرورات تاريخية، اجتماعية سياسيّة واقتصاديّة، بل نتيجة للانقطاع القائم بين الأمة اليهودية والطبيعة الإسرائيلية. يعتقد جوردون أنَّ التدهور الاجتماعيّ والأخلاقيّ لليهود في الغُربة، ليس حالة موضوعيّة من الفصل الجسديّ عن أرض إسرائيل وحسب، بل هي نتاج العلاقات المُشوّهة التي يُقيمها اليهود مع الطبيعة المحلّيّة لدى الأمم الأُخرى كذلك. هذا وكتب جوردون: "نحن أبناء الشعب المنفصل [...] أبناء الشعب الذي لا يمتلك جذورًا في الأرض، ولا في الطبيعة، وليس له، وفقًا لذلك، أي قوة ذاتية لخلق حياة [...]، نأتي للعودة إلى الأرض، إلى الطبيعة، إلى الحياة الطبيعية، الذاتية وإلى خلق الحياة — إلى العمل".
مُعاداة العسكرة والصناعة: ينعت جوردون الحالة في الغربة على أنّها تعبير حادّ عن الفجوة بين المُجتمع الحديث والطبيعة الحيّة، إذ أنَّ انفصال اليهود عن الطبيعة في أرض إسرائيل يُجبرهم على الانخراط في المهن التي تُجسِّد علاقات الاستغلال مع الطبيعة المحلّيّة، مثل العمل في البنوك، التجارة والصناعة. ولا يكتفي جودرون بذلك، فهو يرى أنَّ العلاقة المُشوّهة مع الطبيعة هي مصدر العيوب الأخلاقية التي تميز المجتمع اليهود، وَبأنَّ الصفات السلبيّة التي تُنسب لليهود بشكل مُتكّرر، مثل الأنانيّة، التطفّل والطمع، ليست سوى تعبير عن علاقات الاستغلال التي يُقيمونها مع طبيعة الأُمم الأُخرى. وصف جوردون الوضع في الغربة بأنه "سلطة المال من الداخل والزهو للخارج"، الأمر الذي يُجسّد "انسداد أنابيب العطاء العليا"، والتي تؤدي بالضرورة إلى حياة "لا يوجد فيها حب ... لا يوجد فيها إيمان ... لا عدالة، لا حقيقة".
بالتالي، أقدم جوردون على تحدّي الطابع التجاريّ الحكومي العسكري لمشروع الاستيطان الصهيونيّ، بما في ذلك مُعارضته لتوحيد أحزاب العُمّال، ورفضه للسياسة المُنظَّمة، واعتراضه المبدئي على استخدام القوّة العسكريّة. يُضاف إلى ذلك انتقاد جوردون للرؤية الصهيونية-الأنثروبوسنترية (مركزية الإنسان) التي تضع الأُمّة في المركز، وتتبنّى نهجًا نفعيّا تجاه الطبيعة في أرض إسرائيل، وتتّخذ من النباتات، الحيوانات والمساحات الطبيعيّة مواردًا لخدمة المشروع الصهيونيّ. يرى جودرون في هذا النهج تعبيرًا عن الرغبة الصهيونية المُعيبة/المُشوَّهة في السيطرة على الطبيعة واستغلالها- مهما كانت أهدافها مُهمّة ورفيعة.
العمل اليدوي: نتيجةَ لذلك، يرفض جوردون أن تكون الطليعة الصهيونية هي البروليتاريا الصناعيّة التي تخضع لقوى الحداثة، المعروفة بعلاقاتها الاستغلاليّة مع الطبيعة. بل ارتأى أنَّ من عليه أن يقود حركة الاستيطان هُم العمّال الزراعيّون، فهم وحدهم القادرون، بنظره، على إعادة بناء علاقات اليهود المُباشرة مع الطبيعة الوطنيّة، وعلى فتح "بوّابة جديدة وواسعة للفكر، للشعور، ولخلق الحياة". وفقًا لجوردون، على الحركة الصهيونيّة "غرس فكرة الفداء والبعث في الأرض الطبيعية. يجب أن نبعث حياة جديدة هنا، حياتنا". يتضح من ذلك أن الهدف من الصهيونية، من وجهة نظر غوردون، هو إعادة الأمة اليهودية إلى البلاد، أي انتشال اليهود من المدن والمصانع ودمجهم في مساحة أرض إسرائيل، وإحداث تغيير بيئيّ عميق من خلال تحويلهم من "شعب من التجار، والبقالين (أصحاب المتاجر) والوسطاء [...] إلى شعب حي، يعمل ويبدع".
ولتحقيق ذلك، اعتبر جوردون العمل الزراعي اليدويّ في أرض إسرائيل أحد الأدوات المُتاحة في الترسانة الصهيونيّة، واعتبره نشاطًا وطنيًّا بيئيًّا ضروريًّا للبعث والنهضة الوطنيّة، فكُلَّما يعمل العمّال في الطبيعة، هُم يجدّدون ليس فقط حياتهم، ولكن أيضًا حياة الأمة. في هذا السياق، كتب أنَّ "بعث الأمة وتجديدها كأمة عاملة ومبدعة، لا يمكن أن يتحقّق إلا من خلال العمل [...]، وبشكل أساسيّ من خلال العمل اليدويّ، والعمل بالطبيعة على وجه التحديد". كما وأضاف: "ليس أمامنا طريق آخر إلّا [...] العودة الكاملة إلى الطبيعة - وقبل كل شيء، بالطبع، إلى أرضنا وإلى طبيعتنا نحن".
لذلك،أقدَمَ جوردون على العمل اليدويّ الصعب في الزراعة حتّى في جيل مُتقدِّم، والحياة في الطبيعة، لأنّها برأيه ما يحتاجه اليهوديّ في حياته، فهي تُنقذ الإنسان من الكسل وتمنحه الاحترام والتقدير. كما وفرض جوردون على كل يهودي واجب العمل، أي "أن يعمل في أرضه - أرض إسرائيل- بنفسه وبيديه"، لأنّها هي ما يُساعده على إنشاء ثقافة أصيلة، تنبثق من أرضه وعمله، مّما يسمح له بالتخلّص من اعتماده الذهنيّ والمادّي على الأُمم الأُخرى. ليس ذلك وحسب، يُعزّز العمل اليدويّ السلطة الداخليّة لدى الأفراد، ويُحرِّرهم من الميل للخضوع للسطة السياسيّة الخارجيّة، وهُو قوّة تربويّة تُمكّنهم من تطوير الاستقلال المادّي اللازم الذي يحتاجونه لتحقيق البعث الوطنيّ. عمليًّا، من خلال موضعة العمل الزراعيّ اليدويّ كنشاط مُؤسس للمشروع الصهيونيّ، سعى غوردون إلى تقويض "السلطة الخارجية [...] المُتمثّلة بالإكراه" واستبدالها بـ "سلطة داخليّة [...] من الإرادة"".

### تلخيص للفكر الجورديانيّ
هذا النقاش، يُمكنه أن يكشف لنا أنَّ جوردون كان شريكًا في الطموح الصهيونيّ المُتمثّل بإعادة الأُمّة اليهوديّة إلى أرض إسرائيل، لكنّه كفر بالطابع المتزايد للصهيونيّة كحركة سلطويّة تهدف إلى إقامة دولة حديثة تعتمد على قوّة السلاح. قَدَّم غوردون نموذجًا صهيونيًّا بيئيًّا مُغايرًا، بحيث يعود اليهود إلى أرض إسرائيل على شكل مجتمعات زراعيّة محليّة تعتمد على العمل الذاتي والتعاون المتبادل. وفقًا لرؤيته هذه، يرتبط ازدهار هذه المجتمعات بإعادة تأهيل العلاقات مع الطبيعة وليس باستغلالها. تتطلب إعادة التأهيل هذه دمج المستوطنين اليهود في الطبيعة من خلال العمل اليدويّ الزراعيّ، وليس من خلال السيطرة عليها بوسائل تكنولوجيّة، سياسيّة أو عسكريّة. تعتمد رؤية جوردون الصهيونيّة إذن على الأنثروبوسين (التأثير البشري) الذي لا يكون محدودًا بالساحات الإنسانية — الاجتماعية، السياسية أو الاقتصادية — ولكن يتطلب تصحيح العلاقات بين هذه الساحات والبيئة الطبيعيّة.

## وسائل الاستعمار البيئي في فلسطين
استندت الحركة الصهيوينّة إلى مجموعة من الآليّات بهدف تثبيت وتكريس تموضعها البيئي، ورسمت خُطّة منهجيّة تسمح لها بزراعة شعب من خلال الأشجار والبيئة. وظّفت الصهيونيّة الدين، علوم الفلسفة، الطبيعة والقوانين بهدف خلق وضعًا قائمًا (ستاتيكو) يُمكِّنهم من قمع الفلسطينيّ وتشويه هويّته، وبناء سرديّة تُظهرهم فيها على أنّهم الحامي لهذه الأرض وحُرّاسًا لها. يُلخّص هذا القسم العوامل التي ساهمت ومكّنت من توظيف الطبيعة بهدف خدمة المشروع الاستيطاني الصهيونيّ:

### الوسائل قبل عام 1948

#### الوسائل الاستعماريّة العُثمانيّة
تكوّن المشهد البيئيّ الفلسطينيّ تحت الحُكم العُثمانيّ في نهاية القرن التاسع عشر من قفار وصحراوات، نتيجةَ التشريعات التي فرضتها الإمبراطوريّة العثمانيّة على الفلّاحين، تُلزمهم بدفع الضرائب مُقابل كُل شجرة مُثمرة وقائمة يمتلكونها. يُضاف إلى ذلك أنَّ الحرب العالميّة الأُولى سلبت الفلسطينيّين ما تبقّى من أشجار، إذ استعملها الجيش العُثماني كوقود للتدفئة أو لمدّ خطوط السكّة الحديديّة. لذلك، مُنذُ صُعود الصهيونيّة في نهاية القرن التاسع عشر في أوروبا الشرقيّة وبداية هجرة اليهود إلى فلسطين، بادرَ المُهاجِرون الجُدد -بتلاؤُم مع رُؤى تيار "الصهيونيّة الخضراء"- إلى زراعة الأشجار في العديد من المواقع الجغرافيّة في فلسطين التاريخيّة  ، بهدف استبدال المشهد البيئيّ الفلسطينيّ بالمشهد الإسرائيليّ بوتيرة سريعة وكثيفة.
لكنَّ محو المشهد البيئيّ الفلسطينيّ لم يكن السبب الوحيد لعمليّات التشجير هذه، إذ اشترط قانون العقارات العُثمانيّ لسنة 1858، زراعة الأرض لثلاث سنوات مُتتاليّة حتّى يتمكّن القائمون عليها من المُطالبة بامتلاكها، وهو القانون الذي استغلّه الانتداب البريطاني، ومن ثُمَّ الاحتلال الإسرائيليّ. سعى الانتداب البريطاني من خلال عمليّات التشجير إلى تثبيت ملكية اليهود على الأرض، وذلك من خلال مساعدتهم على رسم سياسات التشجير وتطوير آليّات الزراعة. كما اعتبر تشجير الغابات فرصةً لإيجاد عمل للمستوطنين الجدد في الزراعة والحراسة.
أشرف على عمليّات التشجير هذه، الصندوق القوميّ اليهوديّ (الكيرن كييمت) الذي تأسس عام 1901، وباشرَ في عمليّات شراء أراضي في فلسطين باسم الشعب اليهوديّ ولصالحه، ليقوم الوافدون الجدد من أوروبا الشرقيّة بزرع الأشجار في هذه الأراضي. وفي أول مشروع ضخم للصندوق، حين اشترى عام 1908، 220 هكتارًا بالقرب من قرية "اللد"، قرّر إقامة حقل زيتون على هذه الأراضي تكريمًا لمُؤسس الحركة الصهيونيّة تيودور هرتزل. لاحقًا، كثّف الصندوق القوميّ اليهوديّ من عمليّات شراء وزراعة الأراضي بين السنوات 1930 و1940، ليتمكّن لاحقًا من وضع يده على الأراضي والمُطالبة بامتلاكها، ومن ثُمَّ وقوعها بشكل حتميّ تحت سيطرة الحُكم الإسرائيليّ.

#### وسائل دعائيّة وإعلاميّة
قادت الحركة الصهيونيّة حركة دعائيّة ضخمة، روّجت فيها لفكرة أنّ "فلسطين أرض قاحلة بلا شعب"، مُحاطة بشرق أوسط مُنحطّ، قاحل، بدائي ومُتخلّف. وفيما ألقت اللوم على الشعب الفلسطينيّ الذي أهمل الأرض برأيهم، تُحيل الصهيونيّة مُهمّة استصلاحها وتحويلها لواحة غنّاء من خلال التشجير إلى اليهود. واستمرّت هذه الحملة الدعائيّة حتّى في السنوات الأولى من إقامة دولة إسرائيل، ففي خطابه الافتتاحيّ للكنيست الثاني سنة 1951، طالب ديفيد بن غوريون (رئيس الحكومة آنذاك) الشعب الإسرائيليّ بالاتّحاد من أجل "تزهير الصحراء"، واعتبر ذلك "بداية إصلاح للمهانة التي تعرضت لها الأجيال، والمهانة التي تعرض لها الوطن، والمهانة التي تعرضت لها الأرض".

### الوسائل بعد عام 1948

#### الوسائل الأيديولوجيّة والسياسيّة
وصف الصحافيّ الإسرائيليّ أفيف لافي الصهيونيّ الحقيقيّ على أنّه "الصهيونيّ الذي يحمي أرضه، ويُناضل من أجل حمايتها من المُقاولين، المُلوّثين، المصالح السياسيّة، ومن المستوطنين الذين يسعون للاستيلاء على قطعة من هذه الأرض لأنفسهم. يمتاز خطاب الصهيونيّة الخضراء بنبرة وطنيّة وعسكريّة، هذا أنَّ الأرض تُشكِّل محورَ الصراع الفلسطينيّ-الإسرائيليّ، والذي هُوَ صراع أيديولوجيّ مُكثّف يقومُ على روايتين مُتناقضتين وشَديدَتَي الحتميّة. نظرًا لذلك، اعتمدت الحركة الصهيونية في تموضعها البيئي على العامل الأيديولوجيّ كعامل مُحفّز الذي يربط بين الأرض، الطبيعة وظهور الأمة.
في العديد من الثقافات الحدودية، يُفضي استعمار المناطق البرّيّة إلى إزالة الغابات (الزحرجة، أو اجتثاث الأدغال)، ولكنَّ هذا النهج اختلف بالنسبة للمستوطنين الصهاينة، الذي رأوا في غرس الأشجار وسيلة لإعادة تأسيس الطبيعة، تعريفها وتقديمها، إلى ما يعتقدونَ أنّه مَناظرها الطبيعيّة الأصليّة. وقد صورت الذاكرة الصهيونية أرض إسرائيل في العصور القديمة على أنها مُغطّاة بالغابات، قبل أن تتحوّل إلى "أرض قاحلة، مُقفرة وجدباء" [شمماه] أو صحراء [ميدبار] أثناء القرون التي أمضاها اليهود في المنفى. وعلى هذا فقد نظر اليهود الذين عادوا إلى أرض أجدادهم إلى زراعة الأشجار باعتباره نشاطًا مقدّسًا من شأنه "تحرير الأرض" [ge'ulat Ha'aretz] من حالة الخراب والإقفار. وأصبح التشجير أداةً استعماريّة مُهمّة تَدعم الذاكرة الصهيونيّة التي تعتمد عليها الإيديولوجيّة الصهيونيّة لتنمية الأرض والاستيطان فيها.

#### الوسائل الرمزيّة والثقافيّة
يعتبر الصهاينة فعل غرس شجرة طقسًا ضروريًّا للاتصال بالأرض، ولبناء ذاكرة جماعيّة تُعَرِّف الهُويّة الصهيونيّة والإسرائيليّة. في اقتباس لأحد حرّاس الغابات الصهاينة يقول: "الشجرة هي شريان الحياة للطبيعة، وللأرض الأم.. إنّ أولئك الذين لم يزرعوا شجرة قط، لا يُمكنهم الشعور بالأرض، وبالتالي لن يستطيعوا أن يفهموا يومًا معنى الوطن". من أجل تحقيق ذلك، لجأ اليهود إلى التاريخ والجغرافيا وعلم الآثار ورسم الخرائط وهندسة البيئة لتحقيق هذه الغاية؛ إذ تُعَدُّ مُحاولات الإسرائيليّين لتشكيل ارتباط تاريخيّ بالأرض واحدة من مُركّبات تشكيل وتعريف الهوية اليهوديّة، وواحدة من الأدوات للمُطالبة بأحقّيّتهم في امتلاك الأرض الموعودة. وعليه، تُعتبر معرفة الأرض ضروريّة لليهود، ذلكَ أنَّ هذه المعرفة تسمح لهم بالسيطرة على الأرض، امتلاكها وتطويعها باعتبارها أداة وسلاحًا أخضرَ لتحقيق المآرب الصهيونيّة في صياغة التاريخ والرواية الإسرائيليّة ومدّ جذور الهويَة الوطنيّة في الأرض، ما يُساهم في محو فلسطين وبناء إسرائيل وتحويلها إلى حقيقة مادّيّة.
في ضوء ذلك، ونظرًا إلى أنَّ الحيّز الجغرافي يُعدُّ أداةً لنشر المعاني الرمزيّة، وتحويلها إلى حقائق مادّيّة لا يُمكن إنكارها؛ تركّزت جهود التشجير في الخليل وعلى السهول الساحليّة، وفي مُدن تتمتّع بقيمة رمزية مثل القدس، حيث زُرعت أشجار في الأحياء الجديدة وبجوار المصالح العموميّة والمواقع الدينيّة والتاريخيّة. اهتمّت الحركة الصهيونيّة أيضًا باختيار أماكن التشجير على مرأى المارّة والقادمين الجدد. هذا وشجّعت الحركة السيّاح على زراعة الأشجار وتنظيم احتفاليات في العطل والمناسبات للقيام بذلك، حيث برزت زراعة الأشجار كطقوس وطنيّة مركزيّة في الأعياد والثقافة الإسرائيليّة الوطنيّة العلمانيّة. فضلًا عن أنّ الكيرن كييمت قدّمت شجرة لكل مولود جديد في القدس، ومنحته شهادة ملكية تُوحّد مصير نموّهما معًا، وانتشار تسمية الكثير من المواليد الأطفال بأسماء مُستوحاة من أسماء الشجر.
وسيلة أُخرى لإضفاء بُعدًا رمزيًّا وثقافيًّا على التموضع البيئي الصهيونيّ في أرض إسرائيل، كانت في اعتبار الغابات نُصبًا تذكاريّة حيّة تُمَجِّد الموتى وتحقظ ذكراهم، بواسطة تسميتها على أسماء راحلين، مثل غابة هرتزل، غابة الشهداء وغابة "المُدافعين" [هَمِجينيم] لتخليد ذكرى الجنود الذين سقطوا في حروب إسرائيل. إنَّ إنشاء الغابات كنُصب تذكاريّة حيّة للجنود الذين ماتوا أثناء حروب إسرائيل أو لليهود الذين لقوا حتفهم في الهولوكوست، تُوضِّح أهمّيّة الذاكرة وإحياء ذكرى الموتى في السرد الصهيونيّ، مما يسلط الضوء على مساهمة الطبيعة في عملية التجديد الوطني، حيث تحلُّ الأشجار الناميّة رمزيًّا محلَ الصُوَر الآخذة بالتلاشي لليهود المَوتى. يُمكن الاستدلال على ذلك، من خلال كلام المُمثِّل عن رابطة المعلّمين في صندوق الكيرن كييمت في مراسم غرس الأشجار لـ "غابة الشهداء"، عندما قالَ للأطفالَ: "تذكّروا أيها الأطفال، أنكم لا تزرعون الشجر، بل البشر". بالتالي، باتت الغابات في السردية الصهيونية تحمل دلالة مُزدوجة: فهي تحرّر وتُخلِّص ذكرى الموتى من فخّ النسيان، وتُحرر الأرض من الابتلاء والمصاب التي عانت منهما خلال قرون المنفى اليهوديّ. باعتبار الغابات نصوبًا تذكاريّة، فإنّها تتحوّل لرمز للنجاة والبقاء القوميّين، كما وتُؤسّس لاستمراريّة رمزيّة بين الماضي والمُستقبل وتؤكّد على أنَّ أرض إسرائيل هي تلك "الأرض الموعودة" في الذاكرة الجماعيّة والوطنيّة الصهيونيّة. وقد أصبحت الغابات، التي سُمّيت على اسم شخصيّات تاريخيّة بارزة مَعالمًا بارزة في التأريخ الصهيوني.
أدّى اعتبار الغابات نصوبًا تذكاريّة، إلى أن يُحوِّلها الصندوق القوميّ اليهوديّ، لأداة فعّالة لحصد تعاطف الجمهور الإسرائيليّ والترويج لحملة جمع التبرّعات لدعم جمهور التشجير، بالتوازي مع توزيع "الصندوق الأزرق" أمام المدارس والمنازل وفي المكاتب.
في البُعد الرمزي والثقافيّ، استعانت الحركة الصهيونيّة كذلك بالفن والأدب لتحقيق تموضعها البيئي، إذ صار تصوير الأمة اليهوديّة كشجرة بمثابة تمثيل بصري قوي للعمليات التاريخية التي كانت تشكل جوهر الوعي الصهيوني، بحيث ترمز للنجاح الصهيوني في "ضرب الجذور" في الوطن القديم ورمزًا للنهضة القوميّة اليهوديّة. على سبيل المثال، انتشرت صورة لغصن شجرة كثيرًا في سلسلة كتب للشباب، تُظهر كيف صمد اليهود خلال عقود في المنفى، وكيف استُخدم الغصن للدلالة على الولادة الجديدة. وقد تحوّلت الصورة لاحقًا إلى "بوستر" نشره الاتّحاد الصهيونيّ في دعوة للانضمام إليه ومساعدته، ويدل على "فروع شعبنا التي تعرضت للقطع والسقوط، لكن الشجرة بقيت حية وصامدة".

#### الوسائل البيئيّة
ناهضت جمعيّة حماية الطبيعة الإسرائيليّة بناء مستوطنات جديدة، ومُحاولات التنمية غير المُنضبطة، ونهج استغلال الأرض واستخلاص المنافع الفوريّة منها على المدى القصير، لإيمانها بأنّ مرحلة "غزو الصحراء" لم تعد ضروريّة اليوم، ولا يُمكن مُجابهة الوجود الفلسطينيّ من خلال التوسّع بالبناء والاستيطان الإسرائيليّ. على العكس من ذلك، ترى المُنظّمات البيئية في إسرائيل أنّ هنالك حاجة لاتّباع أساليب جديدة للسيطرة على الأرض، منها تعزيز الازدهار البيئي، والحفاظ على ما تبقّى من البرّيّة، من مناطق مفتوحة ومشاهد طبيعيّة، إذ تُشكّل الطبيعة موردًا هامًّا للحفاظ على استمراريّة الاستيطان الصهيونيّ في أرض إسرائيل، ووسيلةً لقمع الوجود الفلسطينيّ في أراضيهم والانتفاع منها.
بالإضافة إلى تقييد الوجود الفلسطينيّ بغرض حماية البيئة، استخدمت الصهيونيّة التشجير كأداة لاستبدال السكّان الفلسطينيّين بالأشجار، وهو ما نشط الصندوق القوميّ الإسرائيليّ (كاكال) لتحقيقه منذُ بداياته، حتّى أنّه نجح في غرس 220 مليون شجرة منذُ العام 1908 وحتّى عام 2003، حيث نشرَ أنّ "غرس الأشجار يثبت ملكيتنا لهذه الأرض. لا مالك لهذه الأرض سوى من يطورها ويزرعها... وكل يوم نزرع فيه شجرة هو اليوم الذي نصبح فيه أكثر تجذراً بأرض أجدادنا". إذن وظّف المشروع الصهيونيّ الأشجار بوصفها أداةً لفرضِ القوّة في وجه السكّان الأصليّين، ولغرس الانتماء لدى القادمين الجُدد.
ولتمكين إسرائيل من غرس هذا العدد الهائل من الأشجار، أنشأ الصندوق القوميّ اليهوديّ قسمًا كاملًا لغرس الأشجار، التخطيط والتطوير البيئيّ بهدف إدارة منظومة الغابات والبيئة. يشمل هذا القسم عدّة أقسام فرعيّة، منها: قسم التحريج والتشجير المُتخصّص في علم أشجار الغابات والتطوير المهنيّ، وقسم إدارة الغابة ومنظومة المعلومات الجغرافيّة والمعلومات العامّة. يُعتبر قسم الأشجار حيويًّا وضروريًّا من أجل ضمان أداء عالي من الصندوق القوميّ في عمليّات التشجير. يهتمّ القسم بتنظيم ومُتابعة كُل ما يتعلّق بغرس الأشجار من استعداد للتغييرات في الإقليم، الحفاظ على التنوّع البيوولوجي، مُكافحة التصحّر، الحفاظ على الأرض، إجراء أبحاث ودراسات حول الغابات والبيئة، إدارة مركز البذور والأشتال القطريّ، تحسين واستصلاح أشجار الغابة، توفير منظومات المعلومات الجغرافيّة على المستوى القطري، وتجهيز بنية تحتيّة لمسح المناطق، إجراء الاستطلاعات، المُراقبة والمُتابعة عن بعد للغابات، الحفاظ على صحّتها وحمايتها من العوامل الضارّة مثل الحرائق الأمراض الزراعيّة.
داخل صراع الصهيونيّة الخضراء على الأرض والموارد البيئيّة في فلسطين يبرز صراع عينيّ حول نوع الأشجار التي يختارُ الصندوق زرعها، والموقف العدائي الذي تتّخذه الصهيونيّة من الأشجار المحلّيّة بهدف إنتاج مشهد بيئي مُختلف وغريب عن السكّان الأصلانيّين. بالتالي، كثّفت الصهيونيّة من زرع الأشجار الأوروبيّة في فلسطين، خصوصًا الصنوبر، من أجل خلق بيئة حميميّة ومألوفة للقادمين الجُدد من أوروبا، تُشبه بقدر الإمكان بيئتهم الأصليّة والمشهد الطبيعيّ الذي اعتادوا عليها. إذن، أمعنت الحركة الصهيونيّة في تغيير الهويّة البيئيّة لفلسطين من أجل اقتلاع جذور الشعب الأصلاني والهويّة الخضراء التي اعتاد عليها، وصناعة هويّة وطنيّة جديدة يشعر معها اليهود بالانتماء للمكان الجديد.
بشكل عينيّ، أوقعت الحركة الصهيونيّة ظُلمًا كبيرًا على أشجار الزيتون والحمضيات باعتبارها "أشجار عدوّة" لما تحمله من رمزيّة ثقافيّة عميقة، ولما تحظى به من احترام شديد قد يصل حدّ التقديس في الموروث الشعبيّ الفلسطينيّ، إلى الحدّ الذي رأى باحثون كُثر معه أنَّ في اقتلاعها اعتداء على الثقافة والهويّة الفلسطينيّة خصوصًا مع تحوّلها إلى أداة مُقاومة مثله مثل أي شجرة حاولت إسرائيل طمسها لأنّها تدلّ على أنَّ هنالك شعب تواجد على هذه الأرض قبل عام 1948. على سبيل المثال لمُحاولات الطمس هذه، اقتلعت القوّات الإسرائيليّة 3300 شجرة زيتون في المديّة (مُحافظة رام الله) عام 1986، و2000 شجرة في قطنة بمُحافظة القدس. ولا تهدف هذه السياسات إلى ضرب رمزيّة أشجار الزيتون وحسب، بل إلى تدمير الاقتصاد الفلسطينيّ الذي يعتمد على بيع زيت الزيتون.
لم يسلم الصبار كذلك من مُحاولات الطمس والسرقة الإسرائيليّة هذه، ففي عام 1930 نسب اليهود هذه النبتة إلى الرواية الصهيونيّة عندما شرعوا في استخدامها للدلالة على المواليد الجدد في فلسطين، وتمييزهم عن اليهود الذين هاجروا إليها من الخارج. لاحقًا، نسبت الصهيونيّة دلالات لهذه النبتة تُعرِّف بواسطتها الصهونيّة: القويّة والشائكة من الخارج، والطريّة من الداخل، شديدة المثقاومة والمُتجذّرة بقوّة في الأرض الموعودة.
يُضاف إلى بدائل المشروع الاستيطاني التي وظّفتها المنظّمات البيئيّة لتهجير الفلسطينيّين والحفاظ على أراضي الدولة، الإعلان عن مناطق بيئيّة مُختلفة في إسرائيل كمحميّات طبيعيّة، الأمر الذي يمنح سلطة الطبيعة والحدائق الإسرائيليّة القوّة للإشراف على هذه المناطق بشكل واسع وتنفيذ سياساتها عليها بالشكل الذي ترتأيه. يُشكِّل الاعتداء على البيئة الفلسطينيّة من نبات وماء وهواء أحد الأُسس الرئيسيّة للصهيونيّة الخضراء، تهدف من خلالها إلى محو الرصيد الثقافيّ، التاريخيّ والطبيعيّ للنباتات المحلّيّة وتفكيك العلاقة المُتأصّلة بين الفلسطينيّ والتراث البيئيّ في بلاده، لما يحمله هذا التراث من دلالة على تاريخ الشعب الفلسطينيّ في بلاده.

#### الوسائل البشريّة
تمنح الصهوينيّة الخضراء الموارد البشريّة والأيدي العاملة الإسرائيليّة مكانة هامّة تحقيق طموحاتها على أرض الواقع، إذ يُنادي الصندوق القوميّ اليهوديّ الجمهور الإسرائيليّ إلى مُساعدته في صنع الصهيونيّة الخضراء من خلال التطوّع في مشاريع عديدة ومتنوّعة تشمل: القيام بدوريات في الغابة والإبلاغ عن المخاطر والأضرار، مُرافقة وإرشاد المجموعات في جولاتها بالغابات، ترميم وبناء المُدرَّجات، تشغيل محطّة المعلومات، الانضمام إلى مجموعات أمناء الغابات المُجتمعيّة التي يُشرف عليها الصندوق، وحتّى المُساعدة اليدزيّو في زراعة النباتات والأشجار معه. يُضاف إلى ذلك أنّ الصندوق يُتيح للجمهور التطوّع في وظائف مكتبيّة مّختلفة في أرشيفات الصندوق القوميّ الإسرائيليّ. يُتيح الصندوق التطوّع لكل من بلغ جيل السادسة فما فوق، أو لكُل من هو دون ذلك برفقة والديه؛ ويدأب على الاستثمار بالمُتطوِّعين من خلال تمرير تدريبات لهم حول أنشطة المُنظّمة والمهام التي سيكون عليه الانخراط في تأديتها.

#### الوسائل التعليميّة والتثقيفيّة
تدعمُ المُؤسّسات التعليميّة الإسرائيليّة أجندة الصندوق القومي اليهودي من خلال دمج النشاطات والمعرفة البيئيّة في المناهج التعليميّة والنشاطات اللامنهجيّة. لهذا الغرض، تتعاون المُؤسسات التعليميّة مع جمعيّة حماية الطبيعة لتمرير هذه النشاطات، بما فيه تنظيم جولات إرشاديّة لمئات الآلاف من الطُلّاب وأُسرهم في جميع أنحاء البلاد، مُعتقدين أنّ حبّ الأرض يُكتسب من خلال التجوّل فيها على الأقدام كذلك. كما تؤكد برامج التعليم البيئي الخاصّة بالجمعيّة، على المسؤوليّة التي يتحمّلها كل طفل إسرائيليّ تجاه المكان الذي يعيش فيه، وتسعى جاهدة لربطهم ببيئتهم. يُضاف إلى ذلك، يوفّر مهرجان "طو بشفاط" [عيد الشجرة اليهوديّ] السنوي مساحةً لتدريس الطلاب الإسرائيليّين حول الأشجار وحول مُهمّة الصندوق القومي اليهوديّ في عمليّات التشجير. كذلك، تُشجِّع المُؤسسات التدريسيّة الأطفال على التبرّع أسبوعيًّا للصندوق الأزرق التابع للكيرن كييمت، وتوعيتهم أنّ كل قرش يحمل قيمة ويُساهم في تحرير الأرض.

#### الوسائل القانونيّة
استفرد الإسرائيليّون بالسلطة القانونيّة بعد عام 1948، واعتمدوا عليها لتعزيز السيطرة، الاستيطان والمُلكيّة على الأراضي بغرض تحويل فكرة "الأرض الموعودة" إلى حقيقة قانونيّة حتميّة. بعد النكبة، لجأت الحركة الصهيونيّة إلى سلاح أكثر نظافة وأقل دمويّة من أجل سلب الفلسطينيّين من أراضيهم، السيطرة على الطبيعة وشرعنتها. بدايةً، كَرَّست القوانين الإسرائيليّة مفهوم "حماية الطبيعة والبيئة" بهدف السيطرة على الفلسطينيّين وسلبهم مواردهم البيئيّة والأرض، فعرضت القوانين المُستعمِر الإسرائيليّ كحامي للطبيعة، أمّا الفلسطينيّ الجاهل بها فهو المسؤول عن تدميرها. على سبيل المثال، أدرجت القوانين الإسرائيليّة الزعتر والعكّوب كنباتات محميّة بحجّة أنَّ قطفها يضرّ بالطبيعة، وفرضت غرامات ماليّة على كُل من يُخالف هذا القانون. بجميع الأحوال، لم تهدف هذه القوانين لحماية الطبيعة بقدر ما هدفت إلى تقييد الهويّة الثقافيّة الفلسطينيّة إذ تحتلّ هذه النباتات مكانة خاصّة في المنظومة الزراعيّة والغذائيّة الفلسطينيّة.
ينعكس الهاجس الصهيونيّ في السيطرة على الحيّزات والأراضي من خلال القوانين العديدة التي سنّتها إسرائيل منذُ احتلال فلسطين عام 1948 بهدف السيطرة على أكبر مساحة من أراضي الفلسطينيّين، بدايةً بقانون "كامينتس" وقانون "شرعنة المستوطنات" وقانون "مُصادرة أملاك الغائبين"، من أجل حماية هذه الحيّزات من الوجود الفلسطينيّ من خلال الهدم، الاقتلاع والتشريد بصورة أكثر قانونيّة. وفي تقرير لمركز التخطيط البديل من عام 2018، يُشير المركز أنَّ 87% من المباني غير المُرخًّصة في الداخل الفلسطينيّ تقع ضمن خرائط هيكليّة مُصادق عليها بالفعل، ولكنَّ الدولة تتعمّد إعاقة الإجراءات التخطيطيّة الضروريّة لاستصدار رُخص البناء.
في ظل الحماية والتشريعات القانونيّة، عملت جمعيّة حماية الطبيعة بشكل مُكثّف ضدّ البناء غير المُرخًّص في البلدات الفلسطينيّة بالداخل، ووصفت التجمّعات البدويّة في النقب على أنّها أخطر مُشكلة بيئيّة فيه. ودعت الجمعيّة إلى حماية المساحات المفتوحة القليلة المُتبقّية في النقب من البناء المُبعثر وغير القانونيّ من خلال التطبيق الصارم لقوانين التخطيط والبناء وإيجاد حلول دائمة مُناسبة، لما سمّته الشتات البدوي في النقب، ويُقصد بذلك القرى البدويّة غير المُعترف فيها في النقب. هذا وتُكثر إسرائيل من حالات هدم البيوت والمنازل بحجّة البناء غير القانونيّ.

#### الوسائل الدينيّة
لعبَ العامل الدينيّ دورًا بارزًا في المُحاججة بأنَّ هنالك ارتباطًا مُقدّسًا بين الشعب اليهوديّ والشجرة، الذي يستوجب مُمارسة عمليّات التشجير في مُحاولة لاستصلاح الأراضي المُقدّسة التي يعتقد اليهود أنّ الفلسطينيّون تركوها للتدهور. زعم اليهود أنَّ المشهد البيئيّ الفلسطينيّ تكوَّن من قفار وصحاري تحت حكم الإمبراطوريّة العثمانيّة، وهو ما يُخالف تصوّر الشعب اليهوديّ للأرض المُقدّسة وللمناظر الطبيعيّة فيها، الذي ارتكزَ على أساطير توراتيّة تصفُ غابات غنيّة تكسو الأرض بحوالي اثني عشر نوعًا من الأشجار، هي غالبًا: الصنوبر، الصندل، الفستق، البلوط، الأرز، الطرفاء، السرو، الصفصاف، العرعر، الحور والطلح. يُعبّر الفصل التاسع من التفاسير المدراشيّة (קהלת רבה, ט) للسفر الجامعة عن هذا التصّور: "عندما خلق الله آدم، أخذه إلى جنة عدن وقال له: انظر إلى أعمالي، كم هي جميلة وممجدة. كل ما خلقته، خلقته من أجلك. احذر أن تُفسد أو تخرّب عالمي، لأنه لن يكون هناك من يصلحه من بعدك". إذن يعتقد اليهود أنّ "كُل ما خُلق، خُلق لنا. وأنَّ أي ضرر للبيئة يعني الضرر بأنفسنا. ومن هنا يصير واجبًا علينا عدم إفساد الأرض وتدميرها".

## الحركات الفرعيّة للصهيونيّة الخضراء
تعدُّ حركة الشباب جوردونيا التي أنشأها جوردون سنة 1925 الحركةَ الأُمّ لعِدَّة حركات شبابيّة أخرى، أشهرها حركة هَنوعَر هَعوفيد فِهَلوميد أي (الشباب العامل والمتعلّم) والتي تضمّ مائة ألف شاب ينشطون تحت شعار “للعمل، للدفاع، وللسلام: ورقة الشجرة والمطر”. هذا وتستخدم مُنظَّمة عيتسيم (أشجار) مُصطلح الصهيونيّة الخضراء اليوم، وهي أوّل مُنظّمة بيئيّة تشارك في المؤتمر الصهيونيّ العالميّ والمنظّمة الصهيونيّة العالميّة والهيئات المكونة لها.

## وصلات خارجية
- Aytzim